# Penc
Penc è un comune dell'Ungheria di 1 429 abitanti (dati 2008). È situato nella provincia di Pest, nell'Ungheria settentrionale. 
L'attuale sindaco, eletto nel 2024 è Kádár Ferenc.

## Posizione
Penc dista 37 km da Budapest, 213 km da Pècs e 182 km da Debrecen. E si trova a circa 9 km a est di Vác, ai piedi meridionali dei monti Cserhát, vicino a Naszály.
Gli insediamenti confinanti sono: Keszeg a nord, Nézsa a nord-est, Csővár a est, Püspökhatvan e Püspökszilágy a sud-est, Rád a sud-ovest e Kosd a ovest.